# Yazdegerd III
Yazdegerd III (624-651), cũng gọi là Yazdgerd hay Yazdiger (tiếng Trung Ba Tư: 𐭩𐭦𐭣𐭪𐭥𐭲𐭩 Yazdākird, có nghĩa là "được tạo nên bởi Chúa"; tiếng Ba Tư mới: یزدگرد) là hoàng đế thứ 38 và cũng là vị hoàng đế cuối cùng của Vương triều Sassanid, ông là cháu của hoàng đế Khosrau II (590-628), người đã bị con trai Kavadh II của Ba Tư sát hại vào năm 628. Yazdegerd lên ngai vàng vào 16 tháng 6, năm 632 lúc mới 8 tuổi sau một loạt cuộc xung đột nội bộ.

## Thời niên thiếu
Yazdegerd III là con trai của Shahriyar với một người phụ nữ không rõ tên tới từ Baduraya. Shahriyar là con trai của hoàng đế Khosrau II, và đã người anh trai Kavadh II sát hại vào năm 628 do ông ta phải tìm cách bảo vệ ngai vàng khỏi những cuộc nổi dậy. Sau cái chết của Kavadh, một cuộc nội chiến đã nổ ra ở Iran giữa hai phe phái, phe Pahlav (Parthia) phe đứng đầu là cháu trai của Vistahm, Farrukh Hormizd, và phe Parsig (Ba Tư),đứng đầu là viên cựu bộ trưởng Sassanid Piruz Khosrow.
Trong cuộc nội chiến này, Yazdegerd III đã ẩn náu tại Estakhr. Tuy nhiên, vào ngày 16 Tháng Sáu năm 632, con trai của Farrukh Hormizd,cũng là người kế nhiệm ông ta, Rostam Farrokhzad và Piruz Khosrow đã đồng ý cộng tác với nhau, họ chọn Yazdegerd làm vị hoàng đế Sassanid mới, ngay sau đó ông đã được tôn lên làm hoàng đế tại đền thờ Anahita của Hỏa giáo ở Estakhr khi ông chỉ mới 8 tuổi.Yazdegerd III đã gần như là thành viên còn sống cuối cùng của nhà Sasan. Một năm sau khi ông mới vừa lên ngôi hoàng đế, người Ả Rập Hồi giáo đã xâm lược Iran.

## Cai trị

### Những cuộc chiến đầu tiên với người Ả Rập Hồi giáo
Yazdegerd sau đó đã tiến hành đàm phán với mười bốn nhà đàm phán Ả Rập, và hỏi họ về lý do cho hành vi hung hăng của họ đối với đế chế của mình. Một trong những mười bốn người Ả Rập ngay lập tức đáp lời: "Allah lệnh cho chúng tôi, bằng lời nói của nhà tiên tri của ngài, để mở rộng sự thống trị của Hồi giáo đối với tất cả các dân tộc."  Vào tháng 5, người Hồi giáo đã đánh bại quân đội Sassanid tại Hira, và chiếm đóng thành phố, đây là một thành phố Sassanid có vị trí chiến lược quan trọng. Sau sự thất thủ của Hira, Yazdegerd bắt đầu chú ý nhiều hơn đến những người Hồi giáo; Rostam Farrokhzad đã phái một đội quân dưới quyền chỉ huy của viên tướng Ba Tư là Bahman Jadhuyih và viên tướng người Armenia Jalinus nhằm chống lại người Hồi giáo. Rostam được cho là đã bí mật nói với Bahman rằng: "Nếu như Jalinus bại trận trở về, nhà ngươi hãy chặt đầu hắn cho ta" Quân đội Sassanid sau đó đã đánh bại những người Hồi giáo trong trận chiến cây cầu.
Năm 636, Yazdegerd III đã ra lệnh cho Rostam Farrokhzad chinh phạt người Ả Rập xâm lược và sau đó nói với ông ta: "Hôm nay ngươi là người [xuất sắc nhất] trong những người Iran. Nhà ngươi thấy đấy người dân Iran đã không phải đối mặt với một tình huống như thế này kể từ khi dòng dõi Ardashir I nắm lấy quyền lực ".Các phái viên sau đó đến diện kiến Yazdegerd III đã cầu xin ông nên xem xét miễn nhiệm Rostam và thay thế ông ta bằng một người nào đó xung quanh, và người đó là người mà mọi người sẽ tuân phục.
Yazdegerd III đã ra lệnh cho Rostam phải bẩm bảo đánh giá về người Ả Rập bởi vì họ đã cắm trại tại Qadisiyyah. Rostam Farrokhzad đã bẩm báo lại rằng người Ả Rập là "một bầy sói, bất ngờ xông vào cắn xé đám mục đồng không đề phòng và tiêu diệt họ". Yazdegerd III đáp lời Rostam bằng cách nói:
| “ | "Điều đó không phải là như vậy. Người Ả Rập và người Ba Tư giống như một con đại bàng loài vật luôn xem ngọn núi nơi những loài chim tìm nơi trú ẩn vào ban đêm và ở trong tổ của chúng như ở dưới chân của nó. Sáng hôm sau, những con chim nhìn xung quanh và thấy rằng nó đang dõi theo chúng. Bất cứ khi nào một con chim bị chia cắt khỏi phần còn lại, đại bàng sẽ tóm gọn nó. Điều tồi tệ nhất có thể xảy ra đối với chúng sẽ là tất cả sẽ trốn thoát ngoại trừ một con. | ” |

### Chốt chặn cuối cùng
Tuy nhiên, quân đội Sassanid đã nhận một thất bại nặng nề trong trận al-Qādisiyyah, và Rostam Farrokhzad, Bahman, Jalinus, Shahriyar bin Kanara (là con trai của kanarang Kanadbak), cùng hai hoàng tử Armenia tên là Grigor II Novirak và Musel III Mamikonian, đã tử trận. Người Ả Rập sau đó tiến về phía kinh đô Ctesiphon của nhà Sassanid mà không gặp phải bất kỳ sự kháng cự nào. Tuy nhiên, Yazdegerd, đã đem toàn bộ châu báu cùng với 1.000 bầy tôi của ông trốn đến Hulwan ở Media, và để lại người em trai của Rostam Farrokhzad là Farrukhzad phụ trách việc bảo vệ thành phố, tuy nhiên, ông ta đã không tổ chức bất cứ sự kháng cứ nào và cũng bỏ chạy đến Hulwan. Người Ả Rập sau đó đặt chân tới Ctesiphon, bao vây phần phía tây của thành phố, rồi nhanh chóng chiếm lĩnh toàn bộ thành phố. Trong tháng 4 năm 637, người Ả Rập đã đánh bại một đội quân Sassanid khác trong trận Jalula. Sau thất bại này, Yazdegerd chạy trốn sâu hơn vào Media.
Sau đó, ông xây dựng một quân đội mới và phái tới Nahavand để ngăn chặn bất kỳ đội quân Hồi giáo nào tiến từ hướng đó và có thể tái chiếm lại Iraq.  Đội quân mà Yazdegerd phái đi dường như là một mối đe dọa lớn đến nỗi nó buộc Umar tập hợp tất cả các đạo quân Ả Rập ở Kufa và Basra dưới quyền Al-Nu'man ibn Muqrin và lệnh cho họ tiến đánh quân Sassanid với quân tiếp viện từ Syria và Oman. Trận chiến được cho là đã kéo dài nhiều ngày, và nó gây ra thương vong nặng nề cho cả hai bên, trong đó khiến cho cả Al-Nu'man ibn Muqrin và hai viên tướng Ba Tư là Mardanshah và Piruz Khosrow đều bỏ mạng. Trận Nahāvand vào năm 642 là thảm họa quân sự thứ hai cho nhà Sassanid sau trận al-Qādisiyyah.

### Tháo chạy
Sau thất bại này của quân Sassanid, Yazdegerd trốn sang Isfahan, và xây dựng một đội quân nhỏ dưới quyền một sĩ quan quân đội có tên là Siyah, ông này đã bị mất toàn bộ của cải vào tay người Ả Rập. Tuy nhiên, Siyah và phần còn lại của quân đội nổi loạn chống lại Yazdegerd, và đồng ý trợ giúp người Ả Rập đổi lại là đất đai cho bản thân họ sinh sống.  Trong khi đó, Yazdegerd đã bỏ chạy đến Estakhr, tại đây ông đã cố gắng để tổ chức một căn cứ kháng chiến trong tỉnh Pars. Tuy nhiên, vào năm 650, Abdullah ibn Aamir, thống đốc của Basra, xâm chiếm Pars và đặt dấu chấm hết cho cuộc kháng chiến của người Ba Tư. Estakhr đã bị tàn phá thành một đống hoang tàn sau trận chiến và một lực lượng 40.000 người phòng thủ trong đó có nhiều nhà quý tộc Ba Tư đã ngã xuống. Sau khi người Ả Rập chinh phục Pars, Yazdegerd trốn sang Kerman trong khi vẫn bị một đội quân Ả Rập truy đuổi. Sau đó, Yazdegerd đã cố gắng để chạy trốn khỏi người Ả Rập trong một cơn bão tuyết tại Bimand.

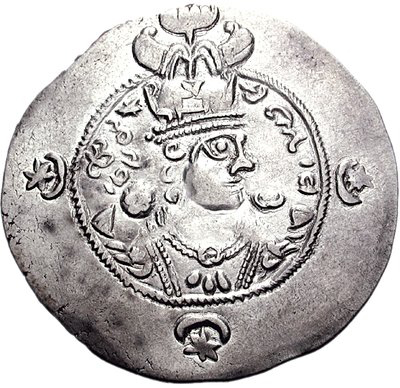
Tiền xu của vị hoàng đế trẻ Yazdegerd III

Sau khi đến Kerman, Yazdegerd lại tỏ ra kiêu ngạo, gây mất thiện cảm đối với viên Marzban của Kerman, và sau đó rời Kerman để tới Sistan. Một quân đội Basra sau đó đã tiến đến nơi này đã đánh bại và giết chết Marzban của Kerman trong một trận đánh đẫm máu. Khi Yazdegerd đến Sistan, ông lại tiếp tục đánh mất sự ủng hộ của viên thống đốc Sistan bởi đòi hỏi thu thuế của mình.Yazdegerd sau đó hướng đến Merv với ý định liên kết với các tù trưởng người Turk. Tuy nhiên, khi ông đến Khorasan, người dân Khorasan đã không đồng ý với quyết định Yazdegerd và nói với ông rằng tốt hơn hết là ông nên đàm phán hòa bình với người Ả Rập; Tuy nhiên, Yazdegerd đã từ chối. Sistan tiếp đó cũng bị người Ả rập đánh chiếm sau một cuộc chiến đẫm máu trong khoảng từ năm 650-652. Yazdegerd cũng đã nhận được sự ủng hộ từ tiểu quốc Chaghaniyan, họ đã phái quân tới hỗ trợ ông chống lại người Ả Rập.
Khi Yazdegerd đến Merv, ông đã yêu cầu thu thuế từ Marzban của Merv, và điều này khiến ông đánh mất sự ủng hộ của ông ta và khiến cho ông ta quay ra liên minh với Nezak Tarkan, vị vua người Hung Trắng của Badghis, người này đã giúp ông ta đánh bại Yazdegerd và những người theo ông. Sau khi bị đánh bại, Yazdegerd đã bị giết bởi một chủ cối xay ở địa phương trong khi ông đang cố gắng chạy trốn khỏi Merv vào năm 651.

## Lịch Hỏa giáo
Loại lịch của Hỏa giáo, mà vẫn còn sử dụng ngày nay, đã sử dụng năm lên ngôi của Yazdegerd III là năm căn cứ của nó, và lịch thời đại (hệ thống đánh số năm) của nó được đi kèm với một hậu tố YZ. Những người Magi lấy thời điểm Yazdegerd III mất là cột mốc đánh dấu sự chấm dứt thiên niên kỷ của Zoroaster và là thời điểm bắt đầu thiên niên kỷ của Oshedar.

## Gia đình
Những người con trai của Yazdegerd là Peroz III và Bahram VII đã trốn sang Trung Quốc. Theo truyền thuyết của người Shiite, người con gái của ông,Shahrbanu, đã kết hôn với Hussein ibn Ali. Con trai của Shahrbanu là Ali ibn Husayn Zayn al-Abidin, vị lãnh tụ Hồi giáo Shiite thứ tư. Một số học giả Bahá'í đã tuyên bố rằng tổ tiên của Bahá'u'lláh có thể được truy ngược trở lại Yazdegerd III, nhằm thúc đẩy việc khuyến khích những tín đồ Hỏa giáo cải sang tôn giáo Baha'i. Học giả Hồi giáo Al-Masudi lại đưa ra thông tin khác, ông ta tuyên bố rằng Yazdegerd III có hai con trai, Bahram và Peroz, và ba người con gái, Shahrbanu, Adrag và Mardawand.